# Óleóni nyelv
Az óleoni vagy óasztur–leóni egy újlatin nyelvváltozat, amely közvetlenül a vulgáris latin nyugat-ibériai dialektusából fejlődött ki és belőle származik a modernkori asztur-leóni nyelv is, amely több változatban (asztúriai, leóni, mirandai, extremadurai) él.
Az óleoni volt az Asztúriai Királyság és a Leóni Királyság nyelve a középkorban, amelyet körülbelül 1500-ig beszéltek a mai Asztúria, León, Kantábria, Salamanca, Zamora, Extremadura, sőt valószínűleg Valladolid egyes részein is, gyakorlatilag a mai Nyugat-Spanyolország nagy részén, továbbá Portugália keleti, Spanyolországgal határos területein, pl. Mirandában, amelyek szintén a Leóni Királyság részei voltak.
Az óleoni alkotta az átmenetet az ókasztíliai és az óportugál nyelv között. Legkorábbi ismert szövege a 10. századból eredő Nodicia de kesos nevű adománylevél a San Justo y Pastor kolostor számára. Fennmaradt továbbá több jogi szöveg és szépirodalmi mű is óleóni nyelven.
A Leóni Királyság 1230-tól lett Kasztília része, de a nyelv csak a 15. századtól kezdett hanyatlani és visszaszorulni, illetve közel kerülni a kasztíliaihoz. A modern asztur-leóni nyelv nagyon közel áll a modern spanyolhoz, ezért a kölcsönös érthetőség is nagyfokú, illetve az Asztúriai Nyelvi Akadémia által szabályozott asztúriai nyelv jelentősen igazodik a spanyol irodalmi nyelvhez.

## Hangtan
Az óleoniban a zöngés palatális [ʎ] palatális, zöngés réshanggá képződött, amit más területeken (pl. Kasztíliában) a yeizmus váltott fel.
A latin ŏ és ĕ /we/ és /je/ kettőshangzókba váltott az óleoniban, bár a portugál és galiciai nyelvterületekhez közel fekvő régiókban előfordulhatott a monoftongizálás, különösen a /we/ esetén /ɔ/-ra.